# Per l'amor di un dio
Per l'amor di un dio è il primo romanzo pubblicato dalla scrittrice inglese Marie Phillips.

## Trama
La trentaduenne Alice trova lavoro come donna delle pulizie presso una decrepita casa nei sobborghi di Londra, ignara del fatto che chi la abita sono le antiche divinità greche in persona, oramai cadute in disgrazia a causa del fatto che nessuno crede più in loro.
La bellissima e perfida dea Afrodite, per divertimento, convince il figlio Eros a far innamorare Apollo di Alice. Apollo inizia così una corte serrata alla ragazza mortale, e quando scopre di non essere ricambiato perché lei è già innamorata di un altro ragazzo, Apollo convince con l'inganno Zeus a incenerire Alice con un fulmine.
Apollo si sente in colpa per ciò che ha fatto e decide di andare a scusarsi con Neil, il ragazzo con cui Alice aveva un flirt. Durante l'incontro i due finiscono però con il litigare e Apollo, preso da un accesso d'ira, spegne il Sole per spaventare e impressionare Neil. Con quel gesto Apollo però perde tutte le sue energie e sviene: il mondo senza Sole è destinato così a morire in poco tempo.
Artemide, che aveva preso in simpatia Alice quando lavorava per lei, rintraccia Neil e gli chiede aiuto per una difficile missione: scendere nell'Ade, recuperare l'anima di Alice per farla resuscitare e convincere Stige a rianimare Apollo. La missione riesce però solo in parte: Neil ritrova infatti Alice, ma Stige lo avverte di non poterlo aiutare con Apollo.
Artemide però ha capito come far recuperare pieni poteri al dio del Sole e a tutti gli altri componenti della sua famiglia: porta Neil e l'anima di Alice a Trafalgar Square, dove si è radunata una grande folla spaventata dallo spegnimento del Sole, e davanti ad essa compie il miracolo di riportare in vita Alice.
Il prodigio fa sì che i presenti recuperino la fede nelle divinità greche, donando così a queste ultime enormi poteri che permettono loro di riaccendere il Sole.
La Terra è quindi salva, e a questo punto Alice e Neil possono sposarsi.

## Edizioni
- Marie Phillips, Per l'amor di un dio, traduzione di Elisa Banfi, Guanda, 2009, ISBN 978-88-6088-080-2.